# Adela de Batz de Trenquelléon
Adela de Batz (Trenquelléon, 10 de junio de 1789 - Agen, 10 de enero de 1828) es la fundadora de la Congregación religiosa "Hijas de María Inmaculada (Marianistas)", una de las ramas de la Familia marianista. 
En 2017 es nombrada beata y la ceremonia de Beatificación se llevó a cabo el 10 de junio de 2018, presidida por el cardenal Angelo Amato, en Agen, Francia. En 2016 se celebró el 200 aniversario de la fundación marianista.

## Biografía
Nació el 10 de junio de 1789 en el castillo de Trenquelléon junto a Feugarolles (Lot-et-Garonne, Francia), hija del barón Carlos de Batz y de su esposa Úrsula de Peyronnencq. En 1792 nace su hermano Carlos Policarpo y en 1799, su hermana Deseada. 
Con el estallido de la Revolución francesa, la familia parte al exilio rumbo a España y Portugal. En 1798, el barón se reúne con su familia en Braganza. El año 1801 marca el fin del destierro, la familia pasa por San Sebastián en enero, donde Adela hace la primera comunión, y regresa a Francia en noviembre. Adela manifiesta la llamada a la Vida Consagrada, teniendo una primera intención de entrar en el Carmelo. Este proyecto no se lleva a cabo. En 1803 Adela recibe en Agen el sacramento de la confirmación de manos del monseñor Jacoupy, con Juana y Águeda Diché. Con Juana, cuatro años mayor que ella, entabla una amistad que durará toda la vida. Adela comienza a llevar una vida espiritual intensa, con un proyecto personal de vida y una fuerte actividad apostólica en la región, ayudada por amigas y algunos sacerdotes de la zona. El 5 de agosto de 1804, animadas por el señor Ducorneau, fundan la Pequeña Asociación, de tipo espiritual y con intención evangelizadora. A partir de ese momento empieza además una intensa correspondencia epistolar con sus amigas (especialmente con Águeda Diché), que más tarde continuará, ya como religiosa. En 1807 el Padre Larribeau sucede a Ducourneau al frente de la "Pequeña Asociación" y se convierte también en el director espiritual de Adela. En ese momento la Asociación contaba ya con sesenta miembros.

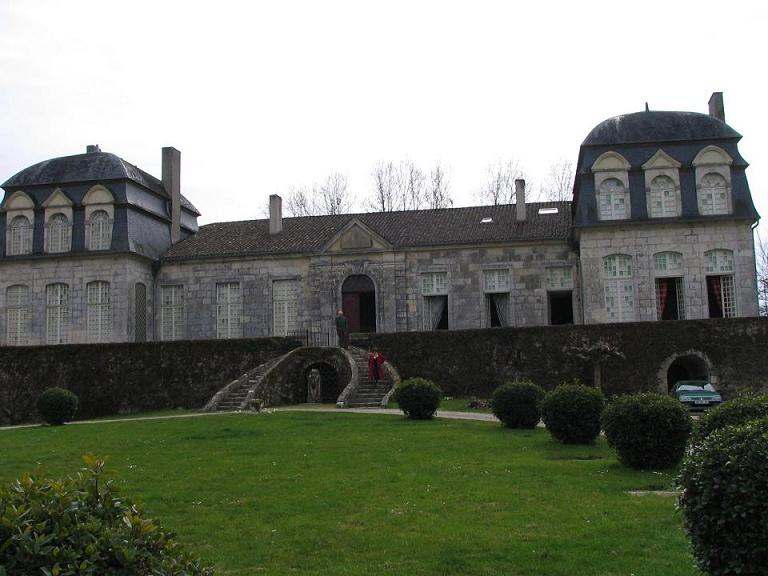
Trenquelléon. Palacio familiar donde nació Adela

## En relación con Guillermo José Chaminade y Burdeos
En el verano de 1808, durante una estancia en Figeac en casa de su madre, la baronesa conoce ocasionalmente a Lafón de Burdeos. Es un amigo y colaborador de Guillermo José Chaminade. La baronesa se entera de que Chaminade ha fundado en Burdeos unas Congregaciones marianas divididas en grupos según la edad y el sexo. La Congregación de jóvenes tiene, a los ojos de la baronesa, grandes semejanzas con la Pequeña Asociación fundada por su hija. A petición de Lafón, la madre propone a su hija entablar relación con Chaminade y afiliarse a la Congregación de Burdeos. Por su parte, Lafón habla de Adela y de su obra a Chaminade, quien envía a Trenquelléon algunas notas sobre sus congregaciones. Así comienza la unión de la Asociación de Adela con la Congregación seglar de Chaminade. En ese mismo año tiene que tomar una decisión trascendental: recibe una proposición de matrimonio, que le supone una prueba para sus proyectos y para su vocación a la Vida consagrada. Finalmente rechaza la propuesta. Se inicia la correspondencia entre Chaminade y Adela. 
El 4 de noviembre de 1809 se suprimen las congregaciones marianas en Francia. La Pequeña Asociación no se ve afectada por esta medida, gracias a la habilidad de Adela y al envío, casi clandestino, de las cartas. Al año siguiente, Adela cae gravemente enferma y se teme por su vida, pero el sentimiento de la precariedad de la existencia se torna más vivo en ella. Le vuelve la idea del Carmelo y al mismo tiempo se compromete más activamente en el apostolado: enseñanza del catecismo a los niños más pobres de la zona, creación de una pequeña escuela, visita a los enfermos, ayuda a los necesitados; ella llama a todo esto "sus misiones". En 1812 cae enfermo su padre con una parálisis progresiva, y ella se convierte en su enfermera e inseparable compañera: a él le gustaba llamarla "su fiel Antígona". De 1810 a 1813, en sus cartas a la "Pequeña Asociación", Adela habla, en unos términos unas veces velados, otras claros, según el clima político, de llevar a cabo un "querido proyecto", es decir, la formación, entre ella y sus amigas, de una comunidad religiosa que tuviera como fin la santificación personal de sus miembros por medio de la oración, el cumplimiento de los tres votos tradicionales y el ejercicio de las obras de caridad para remediar la miseria moral y material de las gentes del campo. Informado de este "querido proyecto", Guillermo José Chaminade invita a Adela a Burdeos, donde él ha iniciado algo parecido con los miembros más fervorosos, varones y mujeres, de las congregaciones marianas. Las circunstancias políticas no permiten de momento a Adela responder a la invitación de Chaminade.

## La fundación de las "Hijas de María"(1816). Muerte de Adela
Con la abdicación de Napoleón (abril de 1814) y su destierro a la isla de Elba, vuelve la monarquía, y con ella, un clima de relativa libertad religiosa. Adela empieza a dar cuerpo a su "querido proyecto". Con Águeda Diché y algunas amigas deciden vivir como religiosas en su propio ambiente y se dan un nombre de religión. Tratan sobre ello con el Padre Laumont y éste promete redactarles un proyecto de Regla de vida, que sería sometido después a la revisión y aprobación del P. Chaminade. Adela obtiene autorización del vicario general de Agen para que los padres Laumont y Larribeau puedan confesar a las asociadas en la capilla del palacio de Trenquelléon. Adela informa a Chaminade sobre la evolución del "querido proyecto", y aquel lo acepta en principio, pero a su vez presenta, en varias cartas, "su propio proyecto", madurado durante los catorce años que lleva como misionero apostólico en Francia. Propone a Adela y a sus amigas que se hagan, como él, "misioneras" para multiplicar y cultivar entre el pueblo las Congregaciones marianas. Este fin, eminentemente apostólico, precisa, limitándolo, el fin del "querido proyecto". El P. Chaminade pide a Adela y a sus amigas su parecer sobre esta propuesta, la cual es finalmente aceptada. El instituto de "Hijas de María" está virtualmente fundado, aunque faltan todavía dos años para la verdadera fundación. El año 1815 significa a la vez un tiempo de preparación para la nueva fundación y dos golpes para Adela: la detención de Chaminade tras la nueva represión religiosa (vuelta al poder de Napoleón) y la muerte del barón de Trenquelléon. Libre por parte de su familia, Adela vuelve a tomar contacto con Chaminade una vez que Napoleón ha caído definitivamente. En el intercambio de cartas que sigue, el P. Chaminade se ve obligado a precisar el fin específico del futuro instituto: será misionero, trabajando en la multiplicación de los cristianos por medio del desarrollo de las congregaciones marianas. En vista de una próxima reunión de la futura comunidad, da su aprobación para que Adela alquile en Agen una parte de un antiguo convento llamado "El Refugio". 
Después de dos años de conversaciones y la redacción de unas "Constituciones" primitivas, el plan desemboca en la fundación, en Agen, de las "Hijas de María" (25 de mayo de 1816). Ha nacido la primera Congregación religiosa marianista; el año siguiente, los varones darán lugar a la fundación, en Burdeos, de la "Compañía de María-Marianistas". Durante el primer año de vida de la primera comunidad, reciben la ayuda de Teresa Carlota de Lamourous, que en Burdeos se ha destacado como una mujer de una intensa vida espiritual y de una gran dedicación a la juventud femenina marginada. Guiada espiritualmente por Chaminade, Teresa está prestando un gran servicio a las fundaciones de este. En 1819 comienza una correspondencia entre Adela y Santa Emilia de Rodat, intercambio epistolar que durará hasta la muerte de Adela. En 1820 las "Hijas de María" dejan "El Refugio" (donde la "Compañía de María" fundará su primer colegio de enseñanza primaria) y se instalan en la calle Agustinos, antiguo convento de esta orden, donde continúan en el día de hoy. A partir de ese año, la actividad espiritual y misionera de las Religiosas marianistas (hoy "Hijas de María Inmaculada") se extiende por diversas ciudades del sudoeste francés, dedicándose a la atención a los seglares, la catequesis, los retiros, el mundo rural y la educación de la juventud. Después de Agen, las nuevas fundaciones son en Tonneins (1820), Condom (1824) y Arbois (1824). Adela ve poco a poco el crecimiento de su fundación y colabora eficazmente en la vida espiritual y el impulso misionero de las primeras religiosas marianistas. Enferma desde el año 1825, muere en Agen el 10 de enero de 1828. Sus últimas palabras son para Jesucristo: "¡Hosanna al Hijo de David!". Fue declarada Venerable por la Iglesia en 1986, y la diócesis de Agen colocó su tumba en la capilla de Sainte Foy, dedicada a los santos de la región. En 2017 es nombrada beata y la ceremonia de Beatificación se llevó a cabo en Agen el 10 de junio de 2018, presidida por el cardenal Angelo Amato. La tumba definitiva está en la nave de la catedral de Agen.
Hoy las "Hijas de María Inmaculada" están extendidas por Europa, Asia, África y América, y forman parte de la Familia marianista.

## Significación de su figura

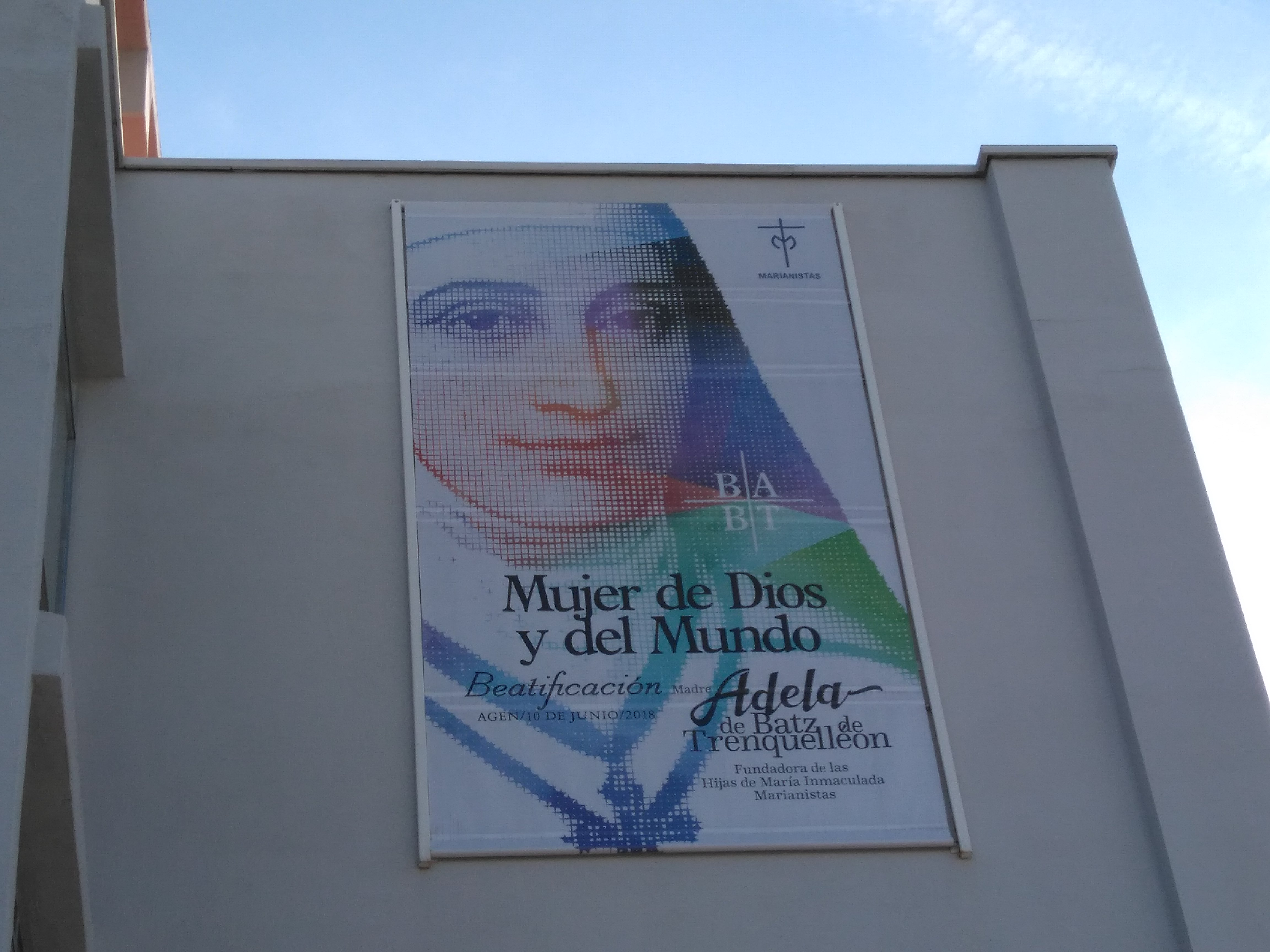
Celebración de su beatificación en Agen, 10 de junio de 2018

Una vida corta, pero intensa, nos deja el testimonio de una mujer apasionada por Dios y por los demás. Ya el estímulo cristiano de su familia, especialmente la dedicación a los pobres de la región, por parte de su madre, le abre el corazón a las necesidades de la gente. Sus primeros "proyectos de vida cristiana" y la apuesta por el acompañamiento espiritual señalan todo un estilo exigente y maduro. Su epistolario es una fuente documental importantísima, donde podemos seguir el itinerario personal. La figura de Cristo, como centro de una vida, marca la pauta de una vocación. Un seguimiento de él hecho de una apertura al Espíritu, un gran sentido de Iglesia y una profunda dedicación evangelizadora. Tras el encuentro con Chaminade, una nueva etapa espiritual se abre, con la importancia de la persona de María, la madre de Jesús, y la colaboración con las nuevas fundaciones. Chaminade, Teresa de Lamourous y ella se convierten en referentes espirituales de primera línea en el sudoeste francés posrevolucionario. 
Adela es todo un carácter de la nueva Iglesia surgida en el siglo XIX. Como dice el marianista Joseph Verrier, editor de sus cartas: "En esta hija de la región de Agen, que por su madre tenía la sangre de San Luis, se encuentra todo el ardor y la insaciabilidad de un San Pablo".